# Historic Dead
Historic Dead je koncertní album skupiny Grateful Dead. Záznam alba byl pořízen v Avalon Ballroom v San Franciscu na podzim roku 1966 a album vyšlo v roce 1971. Skupina v té době hrála převážně převzaté písně.

## Seznam skladeb
| Strana 1 | Strana 1                       | Strana 1     | Strana 1 |
| Pořadí   | Název                          | Autor        | Délka    |
| -------- | ------------------------------ | ------------ | -------- |
| 1.       | Good Morning Little Schoolgirl | Williamson   | 11:01    |
| 2.       | Lindy                          | Shade, Jones | 2:49     |

| Strana 2       | Strana 2       | Strana 2       | Strana 2 |
| Pořadí         | Název          | Autor          | Délka    |
| -------------- | -------------- | -------------- | -------- |
| 1.             | Stealin'       | Shade, Cannon  | 3:00     |
| 2.             | The Same Thing | Dixon          | 12:01    |
| Celková délka: | Celková délka: | Celková délka: | 28:51    |

## Sestava
- Jerry Garcia – sólová kytara, zpěv
- Bob Weir – rytmická kytara, zpěv
- Phil Lesh – basová kytara, zpěv
- Ron „Pigpen“ McKernan – varhany, harmonika, zpěv
- Bill Kreutzmann – bicí